# Лансана Куйяте
Лансана Куйяте (нар. 1950) — гвінейський дипломат і політичний діяч, прем'єр-міністр країни з 2007 до 2008 року.

## Ранні роки
Народився в селищі Коба. Вивчав управлінську справу в Університеті Конакрі, після чого вступив на державну службу. 1976 року отримав посаду директора управління праці, а наступного року очолив управління торгівлі, цінової політики і статистики.
1982 перейшов на дипломатичну роботу, приєднавшись до гвінейського представництва у Кот д'Івуарі. 1985 року повернувся до міністерства закордонних справ у Конакрі, де очолив відділ Африки та ОАЄ. За два роки він зайняв пост посла Гвінеї у Єгипті, Йорданії, Лівані, Судані, Сирії й Туреччині. 1992 Куйяте став представником Гвінеї в ООН, де став віце-президентом Економічної і соціальної ради.
1993 року отримав пост спеціального представника генерального секретаря ООН під час миротворчої операції в Сомалі. У червні 1994 зайняв посаду асистента генерального секретаря ООН у відділі політичних справ. У вересні 1997 отримав посаду виконавчого секретаря Економічного співтовариства країн Західної Африки (ECOWAS), яку він обіймав до лютого 2002 року.
Під час служби в ECOWAS Куйяте був нагороджений орденом Почесного легіону.

## Прем'єр-міністр
В результаті загальнодержавного страйку у Гвінеї на початку 2007 року Куйяте був призначений на пост глави уряду країни. Президент Лансана Конте обрав його кандидатуру зі списку, наданого лідерами профспілок. 1 березня у Конакрі відбулась церемонія вступу на посаду глави уряду; Конте був відсутнім. До складу нового уряду увійшли 19 міністрів і три державних секретарі; жоден з представників попередніх урядів до складу нового кабінету не потрапив.
3 січня 2008 Конте усунув від посади Джастіна Морела Джуніора, міністра зв'язку та спікера уряду, не проконсультувавшись із Куйяте. Наступного дня прем'єр заявив, що не збирається проводити засідання уряду без Морела. Профспілки оголосили, що мають намір розпочати нову хвилю страйків 10 січня, вимагаючи відновлення Морела на посаді. 9 січня в результаті домовленостей було оголошено про скасування страйку.
Утім напруженість у стосунках між президентом і прем'єром зростала. Зокрема Конте не погоджувався з рішенням глави уряду щодо надання дозволу лівійцям на управління елітарними готелями.
20 травня 2008 року на телебаченні було оголошено про відставку Куйяте з посту прем'єр-міністра. Це стало несподіванкою для гвінейського суспільства. Наступного дня лідери профспілок знову почали масові виступи у великих містах країни.